# Station Beau-Marais
Station Beau-Marais is een spoorwegstation in de Franse gemeente Calais.
In de praktijk is het enkel nog een stopplaats met beperkte dienstregeling op de spoorlijn Coudekerque-Branche - Les Fontinettes van de TER-Nord-Pas-de-Calais.